# Galapa (kommun)
Galapa är en kommun i Colombia.   Den ligger i departementet Atlántico, i den norra delen av landet, 700 km norr om huvudstaden Bogotá. Antalet invånare är 32 012. Arean är 98 kvadratkilometer.
Terrängen i Galapa är platt.